# Jan Bułhak

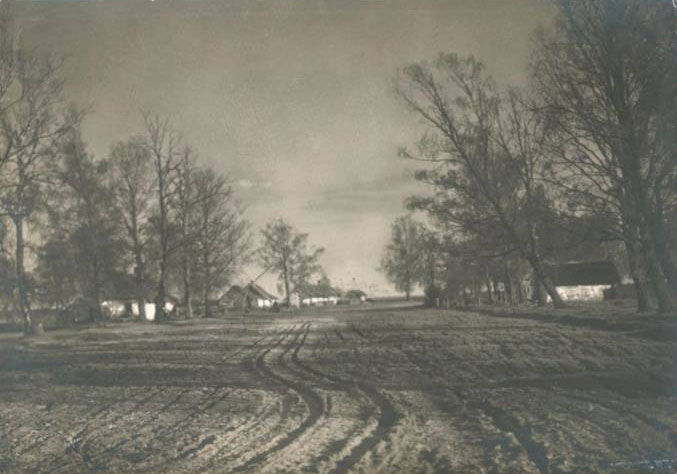
Wiłkomierz

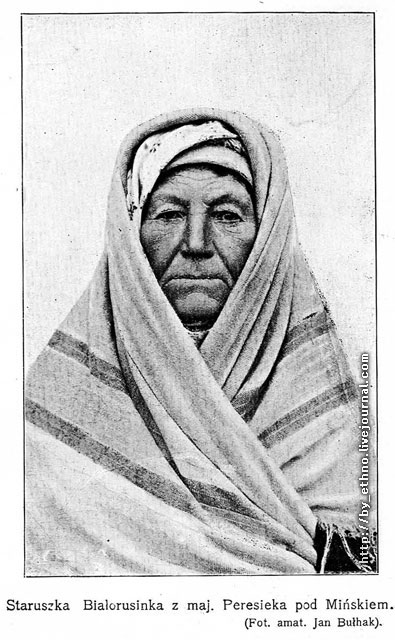
Běloruská žena z panství Peraseka, 1910

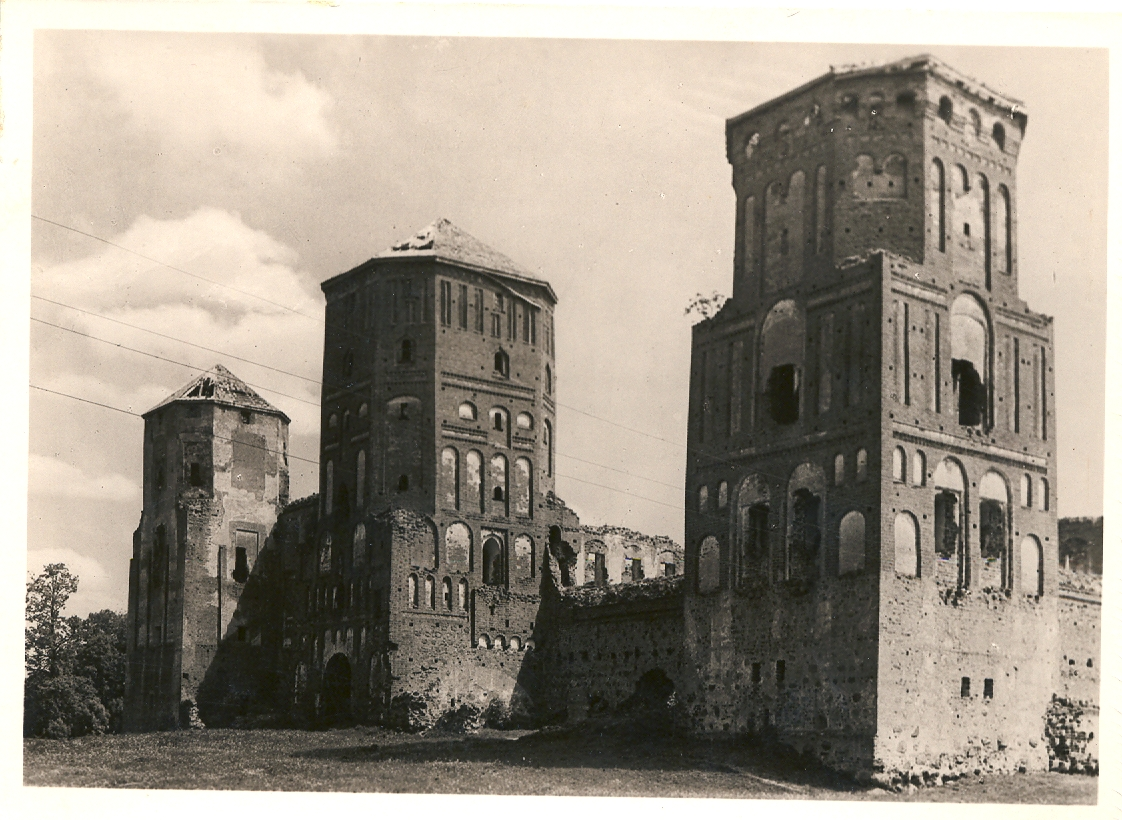
Pozdně středověký hrad, město Mir, 1925

Jan Bułhak (6. října 1876 – 4. února 1950) byl průkopníkem fotografie v Polsku a jeden z nejznámějších polských fotografů z počátku 20. století, etnograf a folklorista. Jako teoretik a filozof fotografie patřil mezi nejvýznamnější přívržence piktorialismu. Nejznámější je svými krajinami a fotografie města Vilnius (původně v Polsku, nyní v Litvě), byl také zakladatelem Fotoklubu Wilno (1927) a Polského fotoklubu, předchůdce moderního Svazu polských uměleckých fotografů (Związek Polskich Artystów Fotografików, ZPAF), kterého byl Bułhak čestným šéfem.

## Život a dílo
Jan Brunon Bułhak se narodil 6. října 1876 v obci Ostaszyn u Nowogródeku v Ruské říši (nyní Navahrudak, Bělorusko). Jeho rodiče byli Walery Antoni Stanisław Bułhak z Syrokomly a matka Józefa rozená Haciska Rochová, oba tamní vlastníci půdy. Jan Bułhak se začal zajímat o fotografii docela náhodou v roce 1905, když jeho manželka dostala fotoaparát. Téhož roku pořídil své první fotografie: portréty, krajiny, okolí. Na počátku mu radil Bolesław Ignacy Domeyko, fotograf z Navahrudaku, který mu pomohl v základech fotografie. V roce 1908 vytvořil v obci Peresieka vlastní temnou komoru. V prosinci debutoval a získal hlavní cenu na fotografické soutěži, kterou pořádal Życie Ilustrowane (Ilustrovaný život), časopisecký týdeník spadající pod Kurier Litewski (Litevského kurýru).
V roce 1910 se Jan Bułhak poprvé zúčastnil Světové výstavy fotografií v Bruselu.
Korespondoval se s Pařížským fotoklubem a francouzskými fotografy jako byli například: Emil J. Constant Puyo, Robert de la Sizeranne nebo Léonard Misonne. Dvě vydání berlínského časopisu Photographische Mitteilungen (Fotografické novinky z roku 1910 obsahovaly jeho fotografie. Bułhak posílal své fotografie a zprávy do varšavského časopisu Ziemia („Země“) a do polské společnosti Local Lore. Publikoval mnoho překladů a článků v polských časopisech a vtělil estetiku piktorialismu do myslí svých čtenářů.
Od listopadu 1910 Bułhak pravidelně přispíval svými texty o fotografii do měsíčníku Fotograf Warszawski („Varšavský fotograf“). Brzy také začal přispívat do Tygodnik Wileński („Vilniusský týdeník“) (do roku 1939) a Deutscher Almanach („Německý almanach“).
V roce 1911 uspořádal Bułhak v Minsku výstavu fotografií. Zúčastnil se výstavy fotografií v polském Ciechocinku; a získal čestný diplom v kategorii uměleckých portrétů na soutěži v Antverpách.
Časem vybudoval a začal provozovat vlastní fotografický ateliér ve Vilniusu a od roku 1919 pracoval jako profesor umělecké fotografie na Univerzitě Stefana Batory (nyní Vilniuská Univerzita). Po druhé světové válce byl vyhnán ze svého domova Sověty a odstěhoval se do Varšavy. Zemřel v obci Giżycko během své poslední fotografické expedice 4. února 1950.
Byl zástupcem piktorialistického uměleckého hnutí. Tento proud se začal prosazovat na konci 19. století. Estetika impresionismu zasáhla do jeho děl s tématy krajina a architektura. Pro jeho díla je typický nejen smysl pro kompozici, krajinu, ale i schopnost využívat světlo, které vytváří náladu fotografie. Hlavním tématem jeho děl jsou brány, ulice, střechy a zajímavé povahy světla. Obrysy lidí na fotografiích jsou skloubeny s architekturou. Ovládal scénické rámování a měl smysl pro proporce a prostor.
Ve 20. letech 20. století razil užití termínu fotografika s cílem odlišit fotografy – umělce od fotografů – řemeslníků.
Nejznámější jsou jeho fotografie pořízené v Bělorusku, vykazují jasné a konkrétní etnografické zaměření: Běloruské národní typy lidí, krajiny, vesnice a hospodářské budovy běloruských rolníků.
Byl nejen mistrem a znalcem místní historie, ale byl také známý jako učitel, knihovník, folklorista, historik umění a první běloruský historik fotografie. Je autorem desítek článků o běloruském folkloru a historii.

## Publikace Jana B.
- Vilnius Baroque. Vilnius: E. Karpavicius, 2003. ISBN 9955965002. (anglicky)
- Fotografika. Warszawa, 1931.
- Wędrówki fotografa… Cz. 1—4. Wilno, 1931—36.
- Technika bromowa. Wilno, 1933.
- Bromografika czyli metoda wtórnika. Wilno, 1934.
- Estetyka światła. Wilno, 1936.
- Fotografia ojczysta. Wrocław, 1951.

- Lithuania in Photographs by Jan Bulhak (270 fotografií v šesti albech), 1915.
- Wilna, Eine Vergessene Kunststatte ("Wilno Forgotten Art"). Published by the German 10th Army, Wilno, 1917. (německy)
- Moja ziemia ("My Land"). Wilno, 1919. (polsky) OCLC 030680125
- Vilniaus reginiai ("Sights of Vilnius"). Vilnius, 1921. (litevsky) OCLC 071756776
- Wilno. Wilno, 1924 (polsky) OCLC 221756784
- Album Ostrobramskie ("Ostra Brama Album"). (spoluautor: Mieczysław Limanowski.) Wilno, 1927. (polsky) OCLC 020243268
- Polska w krajobrazie i zabytkach, Vol. 1 ("Polish Landscapes and Landmarks"). (Co-authored with Marian Zaruski, et al.) Warsaw, 1930. (polsky) OCLC 749823082
- Polska w krajobrazie i zabytkach, Vol. 2 (Joint work.) Warsaw, 1931. (polsky) OCLC 749482319
- Fotografika. Zarys fotografii artystycznej ("Fine Art Photography. Outline"). Warsaw, 1931. (polsky)
- Krajobraz wileński ("Vilnius Landscape"). Wilno, 1931. (polsky)
- Wędrówki fotografa ("Photographer's Travels") Parts 1–4. Wilno, 1931–36. (polsky)
- Technika bromowa ("Bromide Technique"). Wilno, 1933. (polsky)
- Bromografika ("Bromography"). 1934. (polsky)
- Estetyka światła ("Aesthetics of Light"). Wilno, 1936. (polsky)
- Polska fotografia ojczysta ("Native Polish Photography"). Poznań, 1938 / 1951. (polsky)
- 26 lat z Ferdynandem Ruszczycem ("26 Years with Ferdynand Ruszczyc"). Wilno, 1939. (polsky)
- Fotografia ojczysta ("Native Photography"). Wrocław, 1951. (polsky) OCLC 037936537
- Vilnius Baroque: Ninety Architectural Photographs from 1912 to 1916. Vilnius: E. Karpavicius, 2003. ISBN 9955-9650-0-2. (anglicky)
- Vozera Svitsiaz': Fotaalʹbom (Возера Свіцязь) = Jezioro Switeź = Svitiaz Lake (Photo album.) Minsk, 2003. ISBN 9850104813. (bělorusky)
- Kraj lat dziecinnych ("Land of Childhood"). Gdynia: ASP Rymsza, 2003. About the Navahrudak area. (polsky) OCLC 069596098
- Krai dzitsiachykh hadou / Jan Bułhak (Край дзіцячых гадоў ("Land of Childhood"; translation from Polish). Minsk, Belarus, 2004. ISBN 9850105380 (Bel) / ISBN 8391858006 (Pol). (bělorusky)
- Vilniaus peizažas: Fotografo kelionės ("Vilnius Landscapes. Photographer's Travels"). Vilnius: Vaga, 2006. ISBN 5415019294. (litevsky)

## Galerie

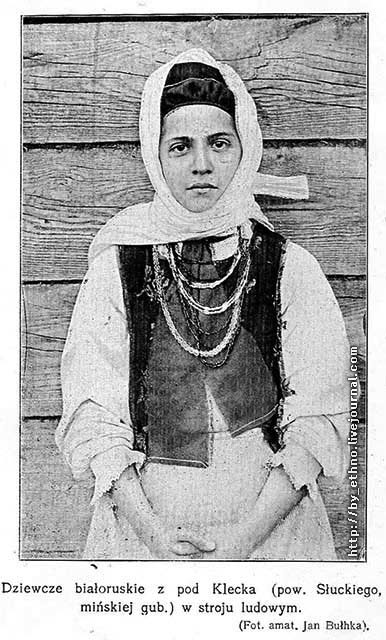
Běloruské děvče, Kleck
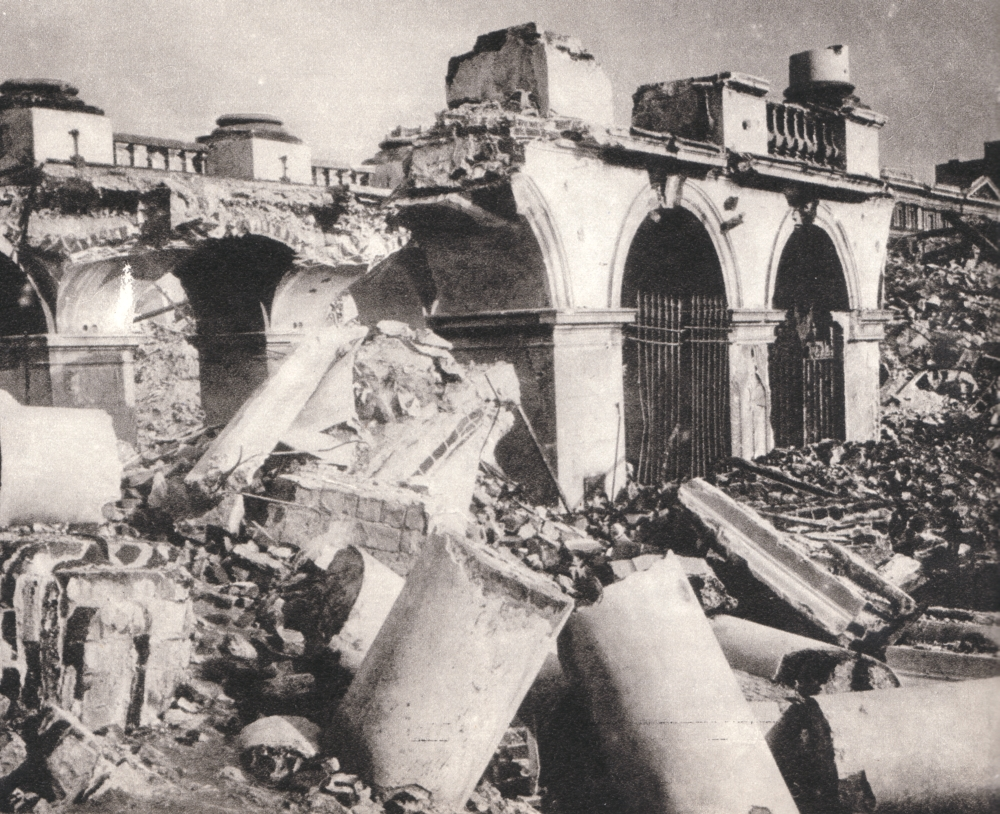
Zničený Palác Saski, Varšava, 1945
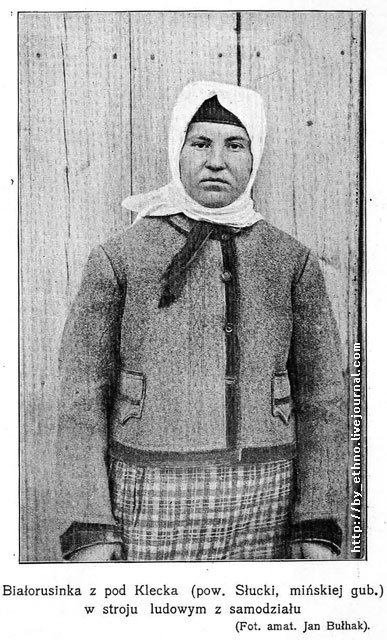
V národním kroji, domácí sukni, Kleck
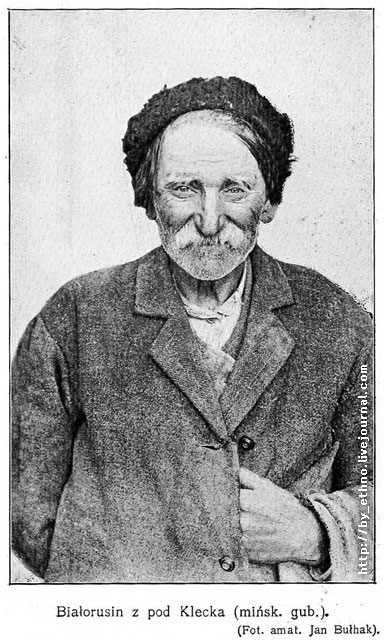
Dědeček, Kleck